# 安行領家
安行領家（あんぎょうりょうけ）は、埼玉県川口市の大字。郵便番号は334-0058。

## 地理
川口市の東部に位置する。北部は東京外環自動車道が境界となっている。戸塚安行駅から南西に600 mほどに位置しており、最寄駅となっている。

## 歴史
もとは江戸期より存在した足立郡に属する領家村であった。

### 沿革
- 1871年（明治4年）11月13日 - 第1次府県統合により埼玉県の管轄となる。
- 1874年（明治7年） - 領家村が赤山領を冠称して赤山領領家村となる[4]。
- 1879年（明治12年）3月17日 - 郡区町村編制法により成立した北足立郡に属す。郡役所は浦和宿に設置。
- 1889年（明治22年）4月1日 - 町村制施行に伴い、安行、赤山領領家、原、慈林、北谷、苗塚、小山、花栗、藤八新田、吉蔵新田の8箇村2新田が合併し、 安行村が成立。赤山領領家村は安行村の大字赤山領領家となる。
- 1956年（昭和31年）4月1日 - 安行村が川口市に合併し、川口市の大字となる。その際地名を短縮して安行領家に改称される。
- 1985年（昭和60年）8月10日 - 安行領家の一部から安行出羽一丁目〜三丁目が成立[5]。

## 世帯数と人口
2018年（平成30年）3月1日現在の世帯数と人口は以下の通りである。
| 大字     | 世帯数    | 人口    |
| -------- | --------- | ------- |
| 安行領家 | 1,354世帯 | 3,188人 |

## 小・中学校の学区
市立小・中学校に通う場合、学区（校区）は以下の通りとなる。
| 番地   | 小学校               | 中学校               |
| ------ | -------------------- | -------------------- |
| 51番地 | 川口市立慈林小学校   | 川口市立安行東中学校 |
| その他 | 川口市立安行東小学校 | 川口市立安行東中学校 |

## 交通

### 鉄道
域内に鉄道は敷設されていない。埼玉高速鉄道新井宿駅が最寄り駅となっている。

### 道路
- 東京外環自動車道
- 国道298号

## 施設
- 道の駅川口・あんぎょう(川口緑化センター)
- 川口市消防局東消防署安行分署
- 安行公園
- 安行スポーツセンター
- 曹洞宗興禅院
- JAさいたま 安行農産物直売所

## 関連文献
- 「領家村」『新編武蔵風土記稿』 巻ノ139足立郡ノ5、内務省地理局、1884年6月。NDLJP:763997/103。